# Lipotriches krombeini
Lipotriches krombeini är en biart som först beskrevs av Hirashima 1978.  Lipotriches krombeini ingår i släktet Lipotriches och familjen vägbin. Inga underarter finns listade i Catalogue of Life.